# Onthophagus quinquedens
Onthophagus quinquedens es una especie de insecto del género Onthophagus, familia Scarabaeidae, orden Coleoptera.

Fue descrita científicamente por Bates en 1888.